# Trajko Barbutovski
Trajko Barbutovski, častnik SV makedonskega rodu in veteran vojne za Slovenijo.
Major v pokoju Barbutovski se je rodil v Makedoniji, a je 12 let služil v Slovenski vojski.

## Vojaška kariera
- 710. UC (1991)
- pomočnik poveljnika za zaledje, 710. UC
- UC Slovenska Bistrica
- pomočnik za organizacijsko-mobilizacijske zadeve, 72. brigada Slovenske vojske
- pomočnik za RKBO, 7. pokrajinsko poveljstvo Slovenske vojske
- pomočnik za inženirstvo in rodove, 37. OVTP
- častnik za spremljanje situacije, 91. operativni center GŠSV (marec 1999–1. januar 2000)
- pokoj (1. januar 2000)

## Odlikovanja in priznanja
- spominski znak Obranili domovino 1991